# Eduardo Uriarte Romero
Pour les articles homonymes, voir Uriarte.
Eduardo Uriarte Romarin (né en 1945) plus connu comme Teo Uriarte, est un politicien basque d'origine andalouse, membre d'Euskadi ta Askatasuna (ETA).

## Biographie
En 1953 il a émigré avec sa famille au Pays basque et en 1964 il a intégré l'ETA. Il a été arrêté par la police en 1969 et a été impliqué dans le procès de Burgos, durant lequel il a été condamné à mort. La peine sera commuée par la prison à vie, et avec Mario Onaindia Natxiondo, sera transféré de prison en prison, de Cordoue à Cáceres jusqu'à ce qu'il profite de l'amnistie de 1977. Il a été un des fondateurs de Gauche basque (Euskadiko Ezkerra), sous la bannière duquel il sera élu député dans les élections au Parlement basque de 1980. En 1993 il sera un des promoteurs de la fusion de l'EE avec le Parti socialiste d'Euskadi, avec lequel il a été l'adjoint au maire de Bilbao. Il a été récemment nommé directeur de la Fundacion para la Libertad (en espagnol : Fundación para la Libertad) avec Nicolás Redondo Terreros et Edurne Uriarte, ce qui l'a porté à des affrontements de dialogues avec l'association de Victimes du terrorisme, et critiquera la politique antiterroriste de José Luís Rodriguez Zapatero.